# К северу от 60-й
«К северу от 60-й» (англ. North of 60) — канадский драматический телевизионный сериал, рассказывающий о жизни небольшой общины индейцев дене в вымышленном посёлке Линкс-Ривер на Северо-Западных территориях. Сериал транслировался вещательной сетью CBC Television с декабря 1992 г. по декабрь 1997 г.

### Сюжет
В пилотной серии в Линкс-Ривер приезжает новый полицейский Эрик Ольсен, переведённый сюда из Ванкувера по личной просьбе после гибели напарника во время спецоперации. Он надеется излечиться от тяжёлых воспоминаний и наладить отношения с женой, дав себе и ей небольшую передышку. Работая бок о бок с Мишель Кениди, своей коллегой, принадлежащей к коренному населению, он учится взаимодействовать с местными жителями и применять новые для себя методы ведения дел и разрешения конфликтов.
В дальнейшем полицейский участок остаётся одним из главных, хотя и не единственным, центром развития сюжета.

### История создания
Сценаристы Барбара Сэмьюэлс и Уэйн Григсби прежде уже работали вместе над несколькими сюжетами сериала «ТСН». По свидетельству Сэмьюэлс, после участия в шоу «о жителях большого города, которые всё время говорят», ей захотелось дать слово новым героям, чья повседневная жизнь, культура и ценности были почти не представлены на современном канадском телевидении. В качестве прообраза Линкс-Ривер выступил Форт-Лиард, посёлок с преобладающим аборигенным населением, где немногочисленные белые жители оказывались лишь проездом или же «втягивались» в чуждую для них культуру в силу различных жизненных обстоятельств — таким образом, место действия сериала представляло собой «перевёртыш» картины мира, привычной для большинства канадцев.

### Главные герои
| Персонаж              | Актёр/Актриса                                | Сезоны | Характеристика |
| --------------------- | -------------------------------------------- | ------ | --- |
| Мишель Кениди         | Тина Кипер                                   | 1-6    | констебль Королевской канадской конной полиции, пользующаяся авторитетом в посёлке. Принимает близко к сердцу всё, что происходит в общине, часто испытывает трудности из-за своей принципиальности и тяготеющего над ней непростого прошлого |
| Питер Кениди          | Том Джексон                                  | 1-6    | вождь общины Линкс-Ривер, брат Мишель Кениди |
| Сара Биркет           | Трейси Кук                                   | 1-6    | медсестра, сотрудница реабилитационного центра. Одна из немногих белых жительниц посёлка Линкс-Ривер |
| Тревор «Тиви» Тения   | Дакота Хаус                                  | 1-6    | амбициозный юноша со взрывным характером, прошедший путь от возмутителя спокойствия и мелкого преступника до вождя общины |
| Джо Гомба             | Джимми Херман                                | 1-6    | племенной старейшина, охотник-одиночка |
| Альберт Голо          | Гордон Тутусис                               | 1-6    | бывший вождь общины, живущий на отшибе и занимающийся бутлегерством. Ненадолго возвращает себе прежние полномочия в третьем сезоне |
| Харрис Миллер         | Тимоти Уэббер                                | 1-6    | управляющий в общине, один из немногих белых жителей Линкс-Ривер |
| Джерри Кисиленко      | Любомир Микитюк                              | 1-6    | украинский иммигрант, владелец кафетерия и мотеля. Одиночка, пессимист и мизантроп |
| Элси Тса Че           | Уилма Пелли                                  | 1-6    | бабушка Тиви, знахарка и опытная повитуха, старейшина племени |
| Эрик Ольсен           | Джерри Бин (в титрах указан как Джон Оливер) | 1-2    | полицейский, бывший сотрудник подразделения по борьбе с наркотиками в Ванкувере, первый напарник Мишель |
| Брайан Флетчер        | Роберт Бокстаэль                             | 3-5    | полицейский, заменивший Эрика Ольсена на участке в Линкс-Ривер |
| Луис Тения            | Виллин Тутусис                               | 1-6    | дочь Элси Тса Че и мать Тиви, воспитывавшая его в одиночку |
| Берта Кижа            | Лори Ли Окемау                               | 1-6    | спутница и мать детей Тиви |
| Рози Дела             | Тина Луиза Бомберри                          | 1-6    | мать троих детей, работница кафетерия/магазина Джерри |
| Леон Дела             | Эрролл Кинистино                             | 1-6    | талантливый строитель, бывший алкоголик, муж Рози |
| Джоуи Маленькая Лодка | Мервин Добрый Орёл                           | 1-5    | друг Тиви Тения |